# Christian Roth
Christian Roth (Bell Ville, Córdoba; 1959 - Rosario, Santa Fe; 2 de enero de 2009) fue un cantautor argentino de folk y rock. Tuvo un pasó fugaz en la floreciente escena del rock argentino, a comienzos de los años 1980. 
Nació en Bell Ville (en el departamento de Unión), al sur de Córdoba. Comenzó a componer sus propias canciones a partir de 1976. Luego de recorrer Córdoba y Rosario (Santa Fe); se radicó en Buenos Aires.
En 1981 editó su primer disco, «Campo rock», que cosecha muy buenas críticas de la prensa especializada, su música tenía un marcado estilo folk, similar al de León Gieco. Tras este disco exitoso, Roth se presentó en el  B.A. Rock (1982) y es ovacionado en el festival. Un año más tarde editó su segundo trabajo discográfico, titulado «Por quien cantar». Tras editar su tercera placa, titulada «Zapatilla y camiseta», se retiró de la música y vuelve a su ciudad natal (en parte a la poca difusión que tuvo este material). Luego, se trasladó nuevamente a la ciudad de Rosario, donde pasó el resto de su vida. Falleció en esas misma ciudad, el 2 de enero de 2009, a causa de un cáncer de pulmón.

## Discografía
- 1982: Campo rock
- 1983: Por quien cantar
- 1984: Zapatilla y camiseta